# Tablica ekonomiczna

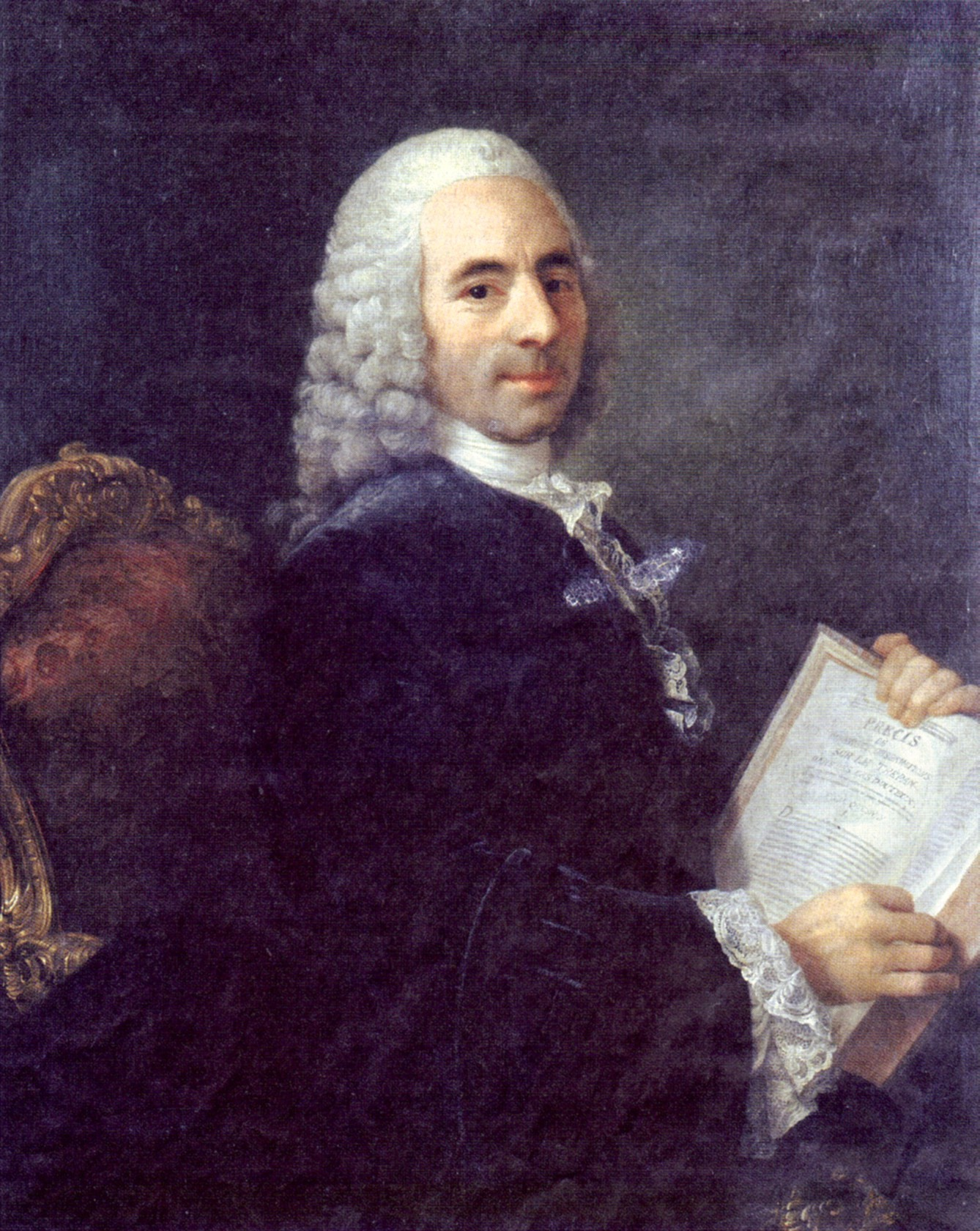
Twórca fizjokratyzmu i tablicy ekonomicznej Francois Quesnay, portret pędzla Heinza Rietera.

Tablica ekonomiczna jest graficznym odwzorowaniem istoty XVIII-wiecznego kierunku ekonomicznego – fizjokratyzmu. Została stworzona przez francuskiego ekonomistę François Quesnaya i przedstawia sposób cyrkulacji dóbr w ówczesnym społeczeństwie oraz proces realizacji produktu czystego. Jest też uważana za pierwszą próbę przedstawienia przepływów międzygałęziowych.
Pierwsza wersja Tablicy ukazała się w 1758 roku. Za punkt wyjścia do jej konstrukcji Quesnay przyjął podział społeczeństwa na cztery klasy:
- właścicieli ziemskich
- produkcyjną (chłopi i dzierżawcy ziemi)
- klasę jałową (rzemieślnicy, kupcy, przemysłowcy, robotnicy najemni)
- biedotę

Zgodnie z koncepcją tylko trzy pierwsze klasy brały udział w obiegu dóbr. Klasa biedoty, choć najliczniejsza, nie miała wpływu na cyrkulację a jej los zależał od wspaniałomyślności pozostałych klas.
Quesnay poczynił również pewne założenia, mające na celu uproszczenie analizy:
- reprodukcja ma charakter prosty
- ceny są niezmienne
- gospodarka ma charakter zamknięty
- cykl produkcyjny i cykl obrotu trwa jeden rok
- wymiana ma charakter ekwiwalentny

Zgodnie z poglądami fizjokratów jedynym źródłem bogactwa była ziemia, dlatego też produkt czysty powstawał w wyniku pracy na roli. Siły przyrody "współpracowały" z człowiekiem w jego wysiłku, potęgując efekty jego pracy. Fizjokraci uważali, że praca niezwiązana z rolnictwem polega wyłącznie na przekształceniu jednego dobra w inne i dlatego nie jest wartościotwórcza.
Quesnay porównał obieg dóbr i pieniędzy w społeczeństwie do obiegu krwi w organizmie. Duży obieg dotyczył relacji między naturą a społeczeństwem, natomiast mały zawierał się w ramach trzech klas społecznych. Cyrkulacja odbywa się według następującego cyklu:
Roczne nakłady inwestycyjne w rolnictwie wynoszą 3 mld liwrów. Ponieważ jednak przyroda potęguje nakłady ludzkie, klasa produkcyjna otrzymuje produkt wartości 5 mld liwrów. Dodatkowe 2 mld liwrów to produkt czysty.
1. Klasa produkcyjna oddaje produkt czysty właścicielom ziemskim w postaci 2 mld liwrów czynszu dzierżawnego
2. Właściciele ziemscy wydają otrzymane 2 mld liwrów: 1 mld oddają klasie jałowej w zamian za wyroby rzemieślnicze; 1 mld oddają klasie produkcyjnej w zamian za produkty rolne
3. Klasa jałowa oddaje otrzymany 1 mld liwrów klasie produkcyjnej w zamian za żywność
4. Klasa produkcyjna zakupuje u klasy jałowej wyroby rzemieślnicze za 1 mld liwrów. Klasa jałowa wydaje otrzymany 1 mld liwrów na zakup surowców u klasy produkcyjnej.

Cykl obiegu rozpoczynał się co roku po żniwach.